# 野牛平腹吸虫
野牛平腹吸虫（学名：Homalogaster paloniae）为腹盘科平腹属的动物。分布于缅甸、朝鲜、泰国、菲律宾、马来西亚、印度、印度尼西亚、台湾岛以及中国大陆的福建、江西、四川、贵州、云南、湖南等地，营寄生生活，宿主黄牛、水牛、山羊、绵羊的盲肠以及Poronia frontalis的胆管。